# Pirata fabella
Pirata fabella là một loài nhện trong họ Lycosidae.
Loài này thuộc chi Pirata. Pirata fabella được Ferdinand Karsch miêu tả năm 1879.